# Froli
```wikitext
Die Froli GmbH & Co. KG ist ein deutsches familiengeführtes Unternehmen mit Sitz in Schloß Holte-Stukenbrock (Nordrhein-Westfalen), das auf die Entwicklung und Produktion ergonomischer Schlaf- und Sitzsysteme sowie weiterer Kunststoff- und Textilkomponenten spezialisiert ist. Es ist insbesondere in Branchen wie Freizeitfahrzeuge, Möbelindustrie, Hotellerie, Reha und Objektausstattung tätig und exportiert in über 70 Länder.

## Geschichte
Froli wurde 1962 von Heinrich Fromme gegründet. Ursprünglich auf Kunststoffverarbeitung fokussiert, erweiterte das Unternehmen ab den 1990er Jahren sein Portfolio um ergonomische Kunststoff-Federelemente für Schlafsysteme. Heute wird das Unternehmen in zweiter Generation von Dr. Margret Fromme-Ruthmann und Peter Liebing geführt.

## Produkte und Anwendungsbereiche

### Schlafsysteme und Matratzen
Froli entwickelt modulare Unterfederungssysteme (z. B. das 3-Zonen-System) mit gezielter Unterstützung für Schulter-, Rücken- und Beckenregionen; zudem bietet das Unternehmen passende Matratzen und Kissen an – sowohl für den privaten Bereich als auch für Hotellerie, Gesundheitswesen, Freizeitfahrzeuge, Boote und LKWs.

### Sitzsysteme
Für Büromöbel, Konferenz- und Loungesitzmöbel fertigt Froli elastische Trägersysteme, die dynamisches Sitzen unterstützen. Im Reha- und Pflegebereich kommen punktelastische Systeme zur Druckentlastung und Dekubitusprävention zum Einsatz.
Neben Schlafsystemen bietet Froli elastische Trägersysteme für dynamisches Sitzen an (z. B. für Büromöbel), sowie punktelastische Systeme zur Druckentlastung in Reha- und Pflegeanwendungen.

### Weitere Branchen
Neben Schlaf- und Sitzsystemen liefert Froli ergonomische Komponenten und Lösungen für Industrieanwendungen, die Hotellerie, Reha-und Orga-Ausstattungen und das Fahrzeuginterieur.

## Unternehmensbereiche

### Konstruktion und Entwicklung
Die Konstruktionsabteilung entwickelt ergonomische Produkte von der Konzeptphase bis zur Serienfertigung. Eingesetzt werden unter anderem 3D-Drucktechnologien für Prototypenbau und Kleinserien. Die Entwicklung erfolgt nach aktuellen Qualitäts- und Industriestandards.
Froli betreibt ein firmeneigenes Ergonomielabor, in dem Ingenieure, Designer und Physiotherapeuten zusammenarbeiten. Dort werden unter anderem Druckmessungen, Sitzprofilanalysen und Bewegungsstudien durchgeführt, um ergonomische Produkte zu entwickeln, die sich den Körperkonturen anpassen. Die Arbeit im Labor umfasst sowohl Schlaf- als auch Sitzsysteme, mit dem Ziel, gezielt dort zu entlasten, wo der menschliche Körper Unterstützung benötigt. Neben Standardlösungen entwickelt Froli auch kundenspezifische Systeme für Branchen wie Möbelindustrie, Hotellerie, Reha und Caravaning.

### Werkzeugbau
Der interne Werkzeugbau erstellt Spritzgussformen und Vorrichtungen für die Serienfertigung. Die enge Zusammenarbeit mit Konstruktion und Produktion ermöglicht kurze Entwicklungszeiten.

### Spritzguss
Herstellung von Kunststoffteilen in Klein- und Großserien. Das Unternehmen produziert technische Kunststoffteile, 2-Komponenten-Artikel und komplexe Baugruppen nach Kundenvorgaben. Verarbeitet werden unter anderem technische Thermoplaste, Standardkunststoffe, hoch tragfähige PA-Compounds sowie dauerelastische TPEs. Die Fertigungskapazitäten umfassen Spritzvolumina von 1 bis 2.500 g und Zuhaltekräfte von 25 bis 500 t. Die Produkte finden branchenübergreifend Anwendung, etwa in der Büromöbelindustrie, im Maschinenbau, in der Möbelproduktion und in der Sonderfahrzeugtechnik. Neben der Fertigung entwickelt Froli gemeinsam mit Kunden zukunftsorientierte Lösungen in Funktion, Design und Haltbarkeit.

### PUR-Verarbeitung
Entwicklung und Produktion von Komponenten aus Polyurethan-Integralschaum (PUR) an Standorten in Deutschland und Lettland. PUR-Integralschaum kombiniert eine weiche Oberfläche mit einem tragfähigen Kern und wird aufgrund seiner mechanischen Eigenschaften, Formstabilität und Reinigungsfreundlichkeit in Bereichen wie Rehabilitationstechnik, Büro- und Objektmöbeln, Sonderfahrzeugbau und Medizintechnik eingesetzt. Froli fertigt kundenspezifische Polsterlösungen in verschiedenen Härtegraden und Formkomplexitäten, abgestimmt auf ergonomische Anforderungen. Das unternehmenseigene Froli PUR®-Schaumsystem ist gemäß EN ISO 10993-5:2009 (Zytotoxizität von Eluaten) bioverträglich und bietet hohe Gestaltungsfreiheit. Ergänzend verfügt Froli über ein eigenes Formen- und Werkzeugbauzentrum, Inhouse-Spritzgussfertigung sowie Holzbearbeitung für komplexe Produktkombinationen.

### Montage
Die Montage umfasst die Endfertigung von Produkten aus verschiedenen Materialien wie Holz, Aluminium, Kunststoff und Textilien. Dabei werden Drehmoment- und Drehwinkelüberwachungen genutzt, um die Qualität der Sicherheitsverbindungen zu sichern. Jedes Produkt erhält einen Qualitäts-ID-Code zur Rückverfolgbarkeit.

### Näherei
Entwicklung und Fertigung von Textilprodukten in der hauseigenen Näherei und Polsterei. Das Unternehmen produziert Bezugsstoffe für Matratzen und Kissen, dekorative Polsterstoffe sowie technische Textilien für unterschiedliche Anwendungen, darunter Schlafkomfortsysteme, Designkonzepte und industrielle Speziallösungen. Angeboten werden individuelle Mustererstellung, Kleinserien und Einzelstücke für Prototyping oder Testphasen. Die Fertigung erfolgt nach DIN ISO 9001 zertifiziertem Qualitätsmanagement in enger Zusammenarbeit mit Produktmanagement, Qualitätssicherung und Entwicklung. Gemeinsam mit dem Standort Froli Baltic SIA werden zusätzliche Produktionskapazitäten bereitgestellt. Einsatzbereiche umfassen u. a. Kompaktfahrzeuge und Reisemobile, LKW-Innenausstattungen, Schlafsysteme für industrielle Anwendungen sowie Objekt- und Sonderanfertigungen.

## Standorte
Froli fertigt am Stammsitz in Schloß Holte-Stukenbrock (Deutschland) und betreibt seit 2006 einen Produktionsstandort in Lettland.

## Nachhaltigkeit
Froli integriert ökologische, ökonomische und soziale Verantwortung in seine Unternehmensstrategie. Die Produktion erfolgt überwiegend am Stammsitz in Deutschland und im Werk in Lettland, wodurch kurze Lieferwege und nachvollziehbare Lieferketten gewährleistet werden. Das Unternehmen ist zertifiziert nach DIN EN ISO 14001 (Umweltmanagement), DIN EN ISO 50001 (Energiemanagement) und DIN EN ISO 9001 (Qualitätsmanagement).
Die Fertigung nutzt ressourcenschonende und energieeffiziente Prozesse, einschließlich Photovoltaikanlagen und der thermischen Nutzung von Holzabfällen. Froli setzt auch auf den Einsatz von Biokunststoffen, beispielsweise Bio-Polyamide auf Rizinusölbasis, sowie alternative Materialien wie Sonnenblumenkernschalen oder pflanzliche Ernteabfälle. Ziel ist die Verringerung fossiler Rohstoffe, die Reduktion des CO₂-Ausstoßes und die Verbesserung der Ökobilanz.
Die Nachhaltigkeitsstrategie umfasst den gesamten Produktlebenszyklus – von der Entwicklung über die Materialauswahl bis zur Recyclingfähigkeit. Darüber hinaus legt das Unternehmen Wert auf sichere Arbeitsplätze, gesundheitsbewusste Arbeitsbedingungen und faire Zusammenarbeit.

## Zertifizierungen
Das Unternehmen ist zertifiziert nach DIN EN ISO 9001 (Qualität), DIN EN ISO 14001 (Umwelt) und DIN ISO 50001 (Energiemanagement) sowie orientiert sich an den Leitlinien der DIN ISO 26000 zur sozialen Verantwortung (CSR).

## Auszeichnungen
- **Top-100-Innovator**: Auszeichnung im Innovationswettbewerb TOP 100, bestätigt durch eine unabhängige Auswahl umfangreicher Innovationsindizes.[25][26]
- **Red Dot Design Award 2025**: Auszeichnung für den „Froli DREAM Rahmen“ (ein besonders flaches, ergonomisches Bettsystem für den Fachhandel, nur 8 cm Aufbauhöhe).[27]
- **Green Product Award** – Froli wurde für nachhaltige Produktlösungen ausgezeichnet, unter anderem für den „Compact Leveller“[28] sowie den „Froli Multipurpose Holder“.[29]
- **Innovationspreis für Ergonomie 2021** – verliehen vom Institut für Gesundheit und Ergonomie (IGR) für herausragende ergonomische Produktgestaltung.[30]
- **European Innovation Award 2022** – verliehen vom Fachmagazin „Reisemobil International“ in Zusammenarbeit mit führenden europäischen Caravan-Fachmagazinen in der Kategorie „Bloggers Favourite“ für den Froli-Magnettürhalter für Reisemobile und Caravans.[31]